# Direct Stream Digital

ダイレクトストリームデジタル（英語: Direct Stream Digital, DSD）とは、スーパーオーディオCD（SACD）で使用されているアナログ音声をデジタル信号化する際の方式についてのソニーとフィリップスによる商標である。CDやDVDで使用されているパルス符号変調 (PCM) ではなくパルス密度変調 (PDM) を用いているのが特徴である（ΔΣ変調）。新譜で高音質を追求するために選択される他、アナログマスターテープやアナログレコードなど過去資産のデジタル化において、アナログ的な特性を可能な限り保存したい場合にも選択されるフォーマットである。
パルスで構成される粗密波に着目した記録方式である。従って、PCM方式とは異なりビット深度が1bitである代わりにサンプリング周波数を高く取る。例えば、DSD64フォーマットのサンプリング周波数は2.8224MHzであるが、これはCD-DAの規格である44.1kHzの64倍にあたる。（一方、CD-DAのビット深度が16bitであり、DSDのビット深度は1bitであるため、非圧縮の場合のビットレートは4倍となる。）DSD128のサンプリング周波数は44.1kHzの128倍である5.6MHz（もしくは48kHzの128倍である6.144MHz）、DSD256のサンプリング周波数は44.1kHzの256倍である11.2896MHz（もしくは48kHzの256倍の12.288MHz）、DSD512のサンプリング周波数は22.5792MHz（または24.576MHz）である。
但し、高周波数帯域の量子化ノイズが極めて大きいという弊害があるため、純粋にナイキスト周波数近辺までを音として取り出せる訳ではない（再生装置ではツイーターの焼損を防ぐために、70kHz程度を高音域の上限とする事が多い）。黎明期にはDSDの信号をそのまま増幅してスピーカーに送り込み、ボイスコイルの慣性をローパスフィルタの代わりとすることで波形崩れの少ない高音質な再生を期待する製品が存在したが、量子化ノイズのエネルギーによってスピーカーのボイスコイルを飛ばすような事故が多発したため、以降の製品ではローパスフィルタで帯域制限が行われるようになった。また、DSD256以上のフォーマットになると音楽ソフトとしてはあまりにもオーバースペックで扱いが難しいため、既存データの再生時にアップサンプリング先とする用途以外での活用が殆ど進んでいない。

## 既存データからの変換
既存のPCMデータが保持する本質的な情報を引き出しアナログの滑らかさに近づけるため、PCMデータをDSDデータに変換して再生する試みも行われている。この手法はPCMのハイレゾデータでも有効であるが、ハイレゾデータが存在しない時代のコンテンツ（CD-DAやCD時代のマスターデータ等）のほうが更に大きな効果を発揮する。例えば、過去に制作された44.1kHz/16bitのデータをそのままDAC出力のフィルタに通すと、精度の悪いアナログフィルタでの遮断周波数が可聴帯域に近いため可聴帯域の情報劣化が大きくなり、音がこもったりステレオ感を失ったりする原因になる。この場合、既存のデータを元に存在しないサンプルデータを数学的に推測・補間してDSD512等の上位のフォーマットに引き上げることで、ある程度まで発音タイミングが復元でき、可聴帯域の近傍で高音域の減衰や位相の狂いなども殆ど無い格段に高い精度での再生が期待できる。結果として高音の抜けや音の空間表現などが大幅に改善できる。こうした変換処理は内部にサンプル間の依存性を形成するフィードバックループが存在するため並列化が出来ず非常に高負荷でもあるが、FPGA等で変換アルゴリズムがハードウェア実装されたDACでリアルタイム実行が可能である他、2010年代以降の高性能なPCであればソフトウェアのみでもリアルタイム実行が可能になりつつある。基本原理としては古くからDAC内部で行われているオーバーサンプリングと同様であるが、大きな計算リソースを用いて非常に高い精度で実行する点が異なっている。

## 特徴

### 長所
規格上同一帯域、同一データを変調、復調する条件であれば、過去のPCMと比べて音質が優れているという説があるが、原理的にはシャノン＝ハートレーの定理によれば理論上の差はない。問題となるデータサイズについては圧縮方式に依存する。時間領域の音の記録タイミングの正確さについても、PCMのサンプリング周波数では一個のサンプリングで諧調のあるデータが得られるのに比して、DSDではパルスの密度で諧調表現するのに複数のパルスを要するので、実質的なサンプリング周波数は低くなる。例えば、44.1kHzのPCMで22.68μs、384kHzのPCMでも2.60μsの時間分解能であるのに対して、例えば一般的な2.8224MHzのDSDでは単一の情報（0か1か）のサンプリングレートは0.35μsの時間分解能と短いものの、16bitの諧調を得るには16個のデータとデータ列の区切りのデータ等を要するので、実際の時間分解能はその16倍の5.6μs以上となり大差はない。したがって時間分解能をあげるには、さらにサンプリング周波数を高くする必要がある。
また、DSDからのDA変換もアナログローパスフィルタを通すだけの非常にシンプルなハード設計が可能で、消費電力も抑えられる。実際にはこの変調方式は、DSD録音再生機器だけでなく、スマートフォンや携帯型CDプレーヤーなどの普及型のDACチップやデジタルパワーアンプにも多く使われているが、その音声出力の時間分解能が旧来のアナログ式アンプより優れていることはない。従って、一般人も日常的にDSD変換を経由したD級アンプの音を日常は聴いていることになる。
電力消費については、DSDのパルス列の増幅にはトランジスターなどの半導体をON、OFFするだけでよく、無効電力は素子のON抵抗のみによる。通常のアナログアンプでは増幅は素子が可変抵抗として動作するために、無効電力が大きい。その能率の差は10倍以上である。そのため、スマホ等のオーディオアンプの電力消費は低く、放熱も容易である。

### 短所

#### 電磁波の放出
DSDで伝送・処理される信号は数MHz帯～数十MHz帯の電波を盛大に放出するが、この帯域の電波は遮蔽が難しく、他の回路や筐体外に影響を与えないために高度なシールド技術が要求される。同一周波数帯を利用する無線通信も存在し、特に大電力の信号を扱う場合にシールドが甘いと電波障害にも繋がり得る。

#### 高周波数帯域に寄せ集められた量子化ノイズ
短所としては、まず「高周波数になるほど量子化ノイズが増える」というものがあり、高周波数帯域が持つエネルギーが非常に大きくなる。この特性によりSACDの製品化初期の頃、スーパーツイーターの焼損やアンプの焼損が頻発したため、現在では35kHz～45kHz程度を遮断周波数とするローパスフィルタを搭載した再生機器が一般的となり、100kHz以上は出力されないように対策されている。なお、サンプリング周波数が非常に高いので、人間が聴取可能な周波数帯域という意味ではこの問題は感知されない。変換誤差や高調波ひずみが発生しやすいという点は回路設計上大きな課題となっている。

#### 高速伝送の必要性
もう一つの短所として、DSDの原理と特性により伝送に用いるケーブルは高周波の信号を波形の崩れや歪み少ないケーブルを要するとしているが正しくない。ビット列の復調はビットの有無の判断(S/N比)と正しいサンプリングクロックの再現が可能であれば十分である。実際にはパルスが商業ラジオやほかのオーディオ機器への干渉して発生するノイズが問題となる。このため、ケーブルには同軸ケーブルもしくはツイストペアが必要となり、繊細な機器およびその電線等と距離をとることが必要となる場合がある。

#### 後処理を行う上での制限
制作側から見た場合、1bit・ΔΣ変調の原理から過去のアナログ式のミキシングはおろかイコライジングができない。現状ではデジタル機器に入力し、内部のDSPを用いて、ミキシングやイコライジング処理をするか、あるいは音質の劣化を許容できる場合や過去業界標準だった音質加工を行うにはいったんアナログ信号に復調して、処理を行った上にデジタル変換する必要がある。

## DSDの記録方式
記録方式には以下の方法が存在している。DSD規格では以下のいずれかの方法が用いられている。そのため、SACDのソフトによっては、録音・記録方法が異なっている。
DSDレコーディング
オリジナルレコーディングからすべてDSD方式で録音されているマスターを使用。 DSD方式で音楽情報を余すことなく録音することで、 DSDの持つ高いサウンドクオリティをスーパーオーディオCDで再現することが可能。
DSDミキシング
アナログあるいはデジタルのマルチチャンネル・レコーダーから直接DSDにミックスダウンされたマスターを使用する方式。スーパーオーディオCDでは、ミキシングによって増大するダイナミックレンジやリミッタ処理によって発生する高調波などもそのまま収録することが可能となった。
DSDマスタリング
アナログあるいはデジタルのオリジナルマスターから、直接DSD方式でマスタリングしたマスターを使用。例えばハイビット・ハイサンプリングのマスターのサウンドも品質を損なわずにスーパーオーディオCDに収録可能。

## DSDディスク
後述のDSFファイルをDVD±R、DVD±RWに記録するためのフォーマット。「Sound Reality」搭載のVAIOおよびコルグのPC用アプリケーションソフト「AudioGate」で作成することができるほか、音楽配信サイトからDSD音源を購入し、市販のライティングソフトでDVD±R、DVD±RWに記録して作成することもできる。
SACDとは完全に別物であるため、通常のSACDプレーヤーで再生することはできないが、ソニーのSCD-XA5400ESやSCD-XE800など一部のSACDプレーヤー、ティアックのPD-501HRなど一部のCDプレーヤー、SIEのプレイステーション3（SACD再生非対応モデルを含む）は再生に対応している。なおDSDディスクをVAIOで製作した場合、PCMへ変換出力するDirectShowプラグインが書き込まれているため、DSD対応機能「Sound Reality」搭載のVAIO以外のPCでも（PCMとしてではあるが）再生できる。

## ファイルフォーマット
DSDには様々なファイルフォーマットが存在している。いずれにおいても互換性はない。
DSDIFF (Direct Stream Digital Interchange File Format)
主に業務用に用いられており、DSDファイルフォーマットの中で最も使われている。PyramixやSonomaなどの業務用機器に対応製品が多い。民生用では、コルグのPC用アプリケーションソフト「AudioGate」か同社のレコーダー（MRシリーズ）、TASCAM（≒ティアック）のレコーダーなどで再生できる。
DSF (DSD Stream File)
ソニーが2005年秋冬モデルのVAIO向けに開発した民生用途向けファイルフォーマット。「Sound Reality」搭載のVAIOに付属しているソフトウェア「DSD Direct」を用いることによりWAVから変換でき、DSDディスク作成に用いられる。再生には「Sound Reality」搭載のVAIO、あるいはコルグのPC用アプリケーションソフト「AudioGate」か同社のMRシリーズで再生可能。
2010年よりコルグが展開・発売する業務用1bitデジタルオーディオレコーダー「MRシリーズ」（一般用ポータブル機の「MR-2」含む）、および2015年にコルグが一般用として発売するデジタルオーディオキャプチャー兼用USB-DAC「DS-DAC-10R」、2018年にコルグが一般用として発売するデジタルオーディオキャプチャー兼用USB-DAC搭載オーディオプリアンプ「Nu 1」、2013年にソニーから発売された一般用ポータブルリニアPCMレコーダー「PCM-D100」、2017年にティアックから発売された一般用据置型ハイレゾオーディオレコーダー「SD-500HR」（TEACブランド）と業務用据置型ハイレゾオーディオレコーダー「DA-3000」（TASCAMブランド）、2024年にティアックが発売する一般用据置型ハイレゾオーディオレコーダー「SD-550HR」（TEACブランド）と業務用据置型ハイレゾオーディオレコーダー「DA-3000SD」（TASCAMブランド）ではいずれもDSFファイルフォーマットを用いて録音する機能が標準で搭載されており、DSFファイルフォーマットで録音可能なサンプリング周波数の上限はMR-2とPCM-D100は2.8MHz/1bit（DSD64）が、MR-2を除く他のMRシリーズとDS-DAC-10R、SD-500HR、SD-550HR、DA-3000、DA-3000SDは5.6MHz/1bit（DSD128）が、Nu 1は11.2MHz/1bit（DSD256）がそれぞれ上限となっている。
WSD (Wideband Single-bit Data)
「1ビットオーディオコンソーシアム（早稲田大学とパイオニア、シャープ共同の推進グループ）」が策定したファイル・フォーマット。チャンネル数やサンプリング周波数に制限がなく、あらゆる形式のデータに対応できることを特長としている。仕様が公開されているのも特徴である。コルグのPC用アプリケーションソフト「AudioGate」か同社のMRシリーズで再生可能。